# Otia Jersbecensia
Die Otia Jersbecensia oder auch historische Nachricht von dem holsteinischen adeligen Jungfern Kloster Uetersen, worin desselben Alterthum, Güter, Gerechtsahme, Privilegien, Auskünfte und Gewohnheiten beschrieben und mit vielen Uhrkunden bewährt worden; verfertigt von Jürgen Grube Königlich Dännemarkischer bestallter Kanzleirath, Regierungs= und Obergerichts=Advocat in dem Herzogthum Holstein der Herrschaft Pinneberg und der Grafschaft Ranzau. 1738. ist eine um 1738 erstandene druckfertige 432-seitige handschriftliche Abhandlung über das Kloster Uetersen von Jürgen Grube. Sie ist eine der bedeutendsten handschriftlichen Aufzeichnungen der Geschichte in Schleswig-Holstein. Obwohl Jürgen Grube sein Werk auf dem Titel eine historische Nachricht von dem holsteinischen adeligen Jungfern Kloster Uetersen nennt, ist nur der kleinere Teil der Schrift der Geschichte des Klosters Uetersen gewidmet, vielmehr befasst sie sich allgemein mit der Zeit von 1600 bis 1738.
Die Handschrift galt jahrelang als verschollen und wurde auf Betreiben der Patriotischen Gesellschaft bei einer verwitweten Schwiegertochter des Verfassers 1822 in Wandsbek wieder aufgefunden. Um 1825 ging die Otia Jersbecensia in den Besitz von Friedrich Seestern-Pauly über und wurde nach seinem Tod bei einer Auktion in Frankfurt als wichtigste Handschrift aus seinem Besitz mit weiteren Büchern und Manuskripten verkauft. Sie ging später in den Besitz des Klosters Uetersen über.

## Geschichte
Benedikt von Ahlefeldt hatte seinerzeit aus dem Klosterarchiv über 100 Dokumente und Schriften zusammenstellen lassen, die durch mehrere Boten zu seinem Gut Jersbek gebracht wurden. Dabei gingen viele wichtige Dokumente verloren, bzw. wurden durch seinen Sekretär Jürgen Grube verlegt. Einige von diesen wurden später von der Witwe Grube dem Kloster zurückgegeben. In einem der verschwundenen Schriftdokumente soll auch bestätigt worden sein, dass um 1220 ein weiteres Kloster bestanden habe, das unter Gerhard I. bzw. Gebhard II. eingeweiht wurde und es ferner eine Siedlung gab. Dieses Dokument wurde bis heute nicht wieder aufgefunden, so dass die heutige Stadt Uetersen kein geschichtlich belegbares Gründungsjahr hat. Die Auswahl der Dokumente wurde von dem Klosterhofmeister Friedrich Heinrich Voigt (1725–1795) vorgenommen, dem Jürgen Grube auch sein Manuskript zur Durchsicht zusandte. Voigt ließ seinerzeit eine Abschrift anfertigen, die damals im Klosterarchiv lag, als die Originalhandschrift als verloren galt.

## Das Werk und Beurteilung zur damaligen Zeit
Durch den Bericht in Johann Friedrich Camerers Buch Vermischte historisch-politische Nachrichten in Briefen von einigen merkwürdigen Gegenden der Herzogthümer Schleßwig und Hollstein, ihrer natürlichen Geschichte und andern seltenen Alterthümern wurde die „Central=Administration“ der Schleswig-holsteinischen patriotischen Gesellschaft auf dieses Werk aufmerksam und ließ diese „wichtige Handschrift für die Geschichte des Vaterlandes“ bei den noch lebenden Familienmitgliedern des Verfassers suchen und wurde bei der Witwe eines der Söhne des Verfassers fündig, die diese Handschrift der Gesellschaft schenkte.
Titel und Widmung der Otia Jersbecensia wurden von Grube selbst geschrieben, ebenso einige Korrekturen und Ergänzungen, welche im Laufe der Zeit notwendig wurden. Die Vorrede stammt von fremder Hand. Johann Friedrich Camerer bemerkte über das Werk: „darüber, daß kein Verleger bereitwillig gewesen sey, Grube's schätzbares Werk dem Publico durch den Druck mitzutheilen...daß wenn die Herren Buchführer ihr Handwerk recht verstehen wollten, so würden sie Schriften, welche zu der genauen Geschichte des Landes etwas beitragen, eher auflegen, als wenn ein jeder kleiner Geist einige Oden und Amouretten auf etliche Bogen zusammen geraset hat. Allein auch der Buchführer handle nach der Mode. - die Otia Jersbecensia ist ein schönes Werk, welches gewiß werth sey, der Nachwelt bekannt zu werden.“
Friedrich Seestern-Pauly vermerkte in seinem Buch Beiträge zur Kunde der Geschichte sowie des Staats- und Privat-Rechts des Herzogthums Holstein. Band 2 (Schleswig 1825) über das Werk: „Daß Grube jene ausgezeichnete Lobeserhebung wohl verdient hat, dafür liefert der Inhalt des Werks den vollständigen Beweis. Ein Abdruck des Manuscripts steht wol nicht zu erwarten, und so dürfte eine nähere Angabe der Einrichtung des Ganzen und der Quellen, die der Verfasser benutzte, schon deshalb passend seyn, weil eine solche Darstellung den Kundigen überzeugen wird, das Grube mit Gründlichkeit arbeitete, wonach sich denn der sichere Schluß auf das Wertvolle der Gelieferten Resultate von selbst ergiebt“.

## Inhalt
Die Otia Jersbecensia besteht aus zwei Teilen, wovon der erste in 29 Kapiteln und auf 228 Folioseiten (40–45 cm) die Darstellung der Geschichte und der Verfassung des Klosters Uetersen der Zeit um 1738 enthält. Obwohl in Grubes Vorrede nur 28 Kapitel aufgeführt sind und er den Titel des 28. Kapitels „Von denen Güthern der beeden Adligen Klöster in Holstein Itzehoe und Preetz“ nennt, wurde es im Manuskript überstrichen und es wurden von Grube die beiden Kapitel „Von denen zu milden Sachen gewittmenten Geldern“ und „Von denen Fallhäusern in Kloster und deren Beschaffenheit“ eingesetzt und daraufhin die Kapitelzählung verändert. Die beiden Kapitel (17 und 20) befinden sich jedoch nicht im Manuskript. Vermutlich schrieb Grube sie auf lose eingelegte Blätter, die später verloren gegangen sind. Auch das Kapitel über die Preetzer und Itzehoer Klostergüter fehlt, auf deren Wichtigkeit Grube in der Vorrede aufmerksam macht, indem er äußert, dass diese als Grundlage weiterer Forschungen dienen könnten.
Der zweite Teil bildet, wie sich Grube ausdrückt, den „Codex probationum“ des ersten Teiles. Er enthält auf 204 Folioseiten 74 Urkunden der ältesten und der Zeit bis ca. 1735; bemerkenswert ist dabei, das dem zweiten Manuskript 14 Belege fehlen. Diese sind teils minder wichtig, teils stammen sie aus anderen Urkundensammlungen. Diese Belege werden jedoch bedeutsamer, weil sich im Text des ersten Teiles eine Vielzahl von Dokumenten, insbesondere die Kaufbriefe und sonstige Urkunden über den Erwerb der Klosterbesitzungen, in „extenso“ befinden.
Über die benutzten Quellen gibt Jürgen Grube in der Vorrede selbst Auskunft: „das Mehrste in diesem Buche ist mit weit mehr als hundert Urkunden und Schriften, welche Sr. Excellenz (Benedikt von Ahlefeldt) mühsam zusammensammlen und aussuchen lassen, bestätigt … Zuverlässigere Quellen wird gewiß auch der argste Rigorist nicht bey solchen Werken verlangen“. Als Sekretär des Propstes konnte Grube sich eine umfassende Übersicht der Klosterangelegenheiten machen. Die Benutzung des ganzen Klosterarchivs war für Grube nicht möglich, da er sich zu dieser Zeit auf Gut Jersbek aufhielt, denn der Klosterpropst ließ durch Dritte die zu benutzenden Dokumente usw. auf- und aussuchen. Vermutlich wäre das Werk noch umfangreicher ausgefallen, wenn Grube uneingeschränkten Zugang zum Klosterarchiv gehabt hätte.
Das Werk wurde später vom Uetersener Klosterschreiber Heinrich Rost (1795–1855) stellenweise berichtigt und ergänzt. Es diente Rost als Grundlage für sein Werk: Beiträge zur Geschichte und Verfassung des Klosters Uetersen und dazugehörige Teile. 1826.

## Auswirkungen auf die heutige Zeit
Noch heute dient die Otia Jersbecensia als zuverlässige Quelle. So benutzten oder zitierten sie bekannte Chronisten und Heimatforscher, wie Friedrich Seestern-Pauly (1825), Hans Ferdinand Bubbe (1932–1939), Wilhelm Ehlers (1922), Doris Meyn (div. Abhandlungen in den 1970er-Jahren), Erwin Freytag, (div. Abhandlungen in den 1970ern) und Elsa Plath-Langheinrich (div. Abhandlungen in den 1980ern sowie in Büchern 1989, 2009 und 2010). Nur dem Heimatforscher Detlef Detlefsen stand das Werk nicht zur Verfügung. Er schrieb in seiner Einleitung zum Doppelband Geschichte der holsteinischen Elbmarschen (Glückstadt 1891 und 1892): „...weiß ich nur den Kanzleirat Jürgen Grube († 1776) zu nennen, der im Jahre 1738 die Otia Jersbecensia oder auch historische Nachricht von dem holsteinischen adeligen Jungfern Kloster Uetersen u. s. w. verfast hat. Mir hat sie nicht zu Gebot gestanden, doch glaube ich das wesentliche Material an Urkunden, mit dem Grube arbeitete, und zum Teil in richtigen Abdrücken, in Händen gehabt zu haben...“